# Chambre des représentants du Connecticut
La Chambre des représentants du Connecticut (en anglais : Connecticut House of Representatives) est la chambre basse de l'Assemblée générale de l'État américain du Connecticut.

## Système électoral
La Chambre des représentants du Connecticut est composée de 151 sièges pourvus pour deux ans au scrutin uninominal majoritaire à un tour dans autant de circonscriptions.
Les circonscriptions représentent chacune 22 600 habitants. Les représentants ne sont pas soumis à une limitation du nombre de mandats.

## Siège
La Chambre des représentants siège au Capitole de l'État situé à Hartford, capitole du Connecticut.

## Présidence
La Chambre des représentants est présidée par un speaker. Le démocrate Matthew Ritter exerce la fonction depuis 2021.
Parti du speaker de la Chambre depuis 1819

## Représentation
| Mandat    | Parti      | Parti        | Total |
| Mandat    | Démocrates | Républicains | Total |
| --------- | ---------- | ------------ | ----- |
| Mandat    |            |              | Total |
| 2019-2021 | 92         | 59           | 151   |
| 2021-2023 | 97         | 54           | 151   |